# Józef Ignacy Tyszkiewicz
Józef Ignacy Tyszkiewicz herbu Leliwa (ur. 1724 w Kosinie, zm. 22 grudnia 1815) – polski hrabia, starosta wielatycki, pułkownik wojsk litewskich kawalerii narodowej.
Pan na Kosinie w powiecie borysowskim, Dubinkach, Wołożynie i od 1811 na Birżach.
Odznaczony Orderem św. Stanisława w 1789 i Orderem Orła Białego w 1792.
Syn Michała Jana (zm. 1762), chorążego roty usarskiej litewskiej i polskiej oraz starosty strzałkowskiego. Matka Regina Larska zmarła w 1739 roku. Rodzeństwo Józefa Ignacego: Felicjan (1719-1792), generał major wojska polskiego; Mikołaj (1719-1796), kanonik wileński; Antoni Kazimierz (1723-1778), generał lejtnant wojsk litewskich.
Protoplasta odnogi ordynackiej birżańskiej w II linii (wielatyckiej) rodu Tyszkiewiczów. Ożenił się z Marią Anną z Galińskich. Z małżeństwa urodziło się czworo dzieci: Jadwiga (1770-1864), Klotylda, Józefa i syn Michał (1761-1839).